# Макал, Махмут
Махмут Макал (1930, Гюлагач — 10 августа 2018, Анкара) — турецкий писатель

, поэт и педагог. Написанное им произведение «Наша деревня» (тур. Bizim Köy) положило начало жанру «сельской литературы» в турецкой литературе.

## Биография
Родился в селении Демирджи, расположенном в районе Гюлагач, в 1930 году. В 1943 поступил в сельский институт Ивриз, где изучал литературу и поэзию. Первые поэмы опубликовал в 1945 году в журнале «Türk’e Doğru», в 1946 году — в журнале «Köy Enstitüsü», большое внимание привлекли «Записки из деревни», опубликованные Макалом в журнале «Varlık».
После окончания в 1947 году сельского института, в течение 6 лет работал учителем на селе. В 1950 году опубликовал книгу «Наша деревня» (тур. Bizim Köy), в основе которой лёг опыт, полученный во время преподавания, это произведение стало родоначальником жанра «сельской литературы» в Турции. «Наша деревня» вызвало острую реакцию в стране, приведшую к аресту Макала и тюремному заключению в течение некоторого времени.
В 1953 году Махмут Макал поступил в расположенный в Анкаре университет Гази и посетил Францию, во время поездки занимался исследованиями в Европейском центре социологии. В 1965 году баллотировался в парламент от Рабочей партии. Затем работал в начальных школах Аданы, Анкары и Антальи. В 1971 году работал преподавателем турецкого языка в стамбульской школе для детей с ограниченными возможностями. В 1971—1972 годах руководил издательством «Bizim Köy Publshing», в 1972 году преподавал турецкий язык и литературу в Университете Ка-Фоскари.
Умер 10 августа 2018 года в Анкаре.